# Wapen van Liempde

Het wapen van Liempde

Het wapen van Liempde is op 16 juli 1817 bij besluit van de Hoge Raad van Adel aan de voormalige Noord-Brabantse gemeente Liempde bevestigd. Op 1 januari 1996 is Liempde opgegaan in de gemeente Boxtel, waarmee het wapen is komen te vervallen als gemeentewapen. In het wapen van Boxtel zijn geen elementen overgenomen uit het wapen van Liempde.

## Blazoen
De beschrijving van 16 juli 1817 luidt als volgt: 
Van lazuur, beladen met een kruisstreep en gekantonneerd, het eerste en vierde met een klimmende leeuw, het tweede en derde met een ploeg, alles van goud.
De heraldische kleuren in het wapen zijn lazuur (blauw) en goud (geel). Dit zijn de rijkskleuren. In het register staat geen beschrijving vermeld, deze is later toegevoegd.

## Geschiedenis
Het schependomzegel van Liempde stond model voor het wapen. Het is niet duidelijk wat de herkomst ervan is, mogelijk is het afgeleid van het wapen van Brabant, waarbij de leeuwen in het tweede en derde kwartier zijn vervangen door een ploeg. Dit zou kunnen duiden op de landbouw in het gebied. Het wapen is verleend in de rijkskleuren, waarschijnlijk omdat de gemeente bij de aanvraag geen kleuren heeft gespecificeerd.